# Owe Jonsson
Pour les articles homonymes, voir Jonsson.
Owe Jonsson, né le 23 novembre 1940 à Växjö et mort le 29 septembre 1962 dans la même ville, est un athlète suédois spécialiste du sprint.

## Carrière
En 1962, il est champion d'Europe du 200 mètres à Belgrade. Moins de deux semaines après son titre, il se tue dans un accident de voiture entre Växjö et Alvesta. Une rue porte son nom près de la piste d'athlétisme de Växjö.

### Palmarès
| Date | Compétition           | Lieu     | Résultat | Performance |
| ---- | --------------------- | -------- | -------- | ----------- |
| 1962 | Championnats d'Europe | Belgrade | 1er      | 20 s 7      |

### Records
| Épreuve    | Performance | Lieu   | Date            |
| ---------- | ----------- | ------ | --------------- |
| 200 mètres | 20 s 7      | Zurich | 10 juillet 1962 |